# Примусові заходи медичного характеру
Примусовими заходами медичного характеру є надання амбулаторної психіатричної допомоги, поміщення особи, яка вчинила злочин, в спеціальний лікувальний заклад з метою обов'язкового її лікування та запобігання вчиненню нею суспільно небезпечних діянь.

## До кого застосовується
Примусові заходи медичного характеру призначаються судом до таких осіб:
- які вчинили злочин у стані неосудності
- які вчинили злочин у стані обмеженої осудності
- які вчинили злочин у стані осудності, але захворіли на психічну хворобу

## Види
Залежно від характеру та тяжкості захворювання, тяжкості злочину, з урахуванням ступеня небезпечності психічно хворого для себе та оточення, суд може застосувати такі примусові заходи медичного характеру:
1. надання амбулаторної психіатричної допомоги в примусовому порядку;
2. госпіталізація до психіатричного закладу:
  - зі звичайним наглядом;
  - з посиленим наглядом;
  - із суворим наглядом

Надання амбулаторної психіатричної допомоги в примусовому порядку застосовується до особи, яка має психічні розлади та вчинила суспільно небезпечне діяння, але за станом психічного здоров'я не потребує госпіталізації. 

Госпіталізація до психіатричного закладу зі звичайним наглядом застосовується до особи, яка за своїм станом здоров'я та характером злочину потребує тримання у психіатричному закладі в примусовому порядку. В разі потреби в лікуванні в умовах посиленого нагляду ця особа госпіталізується у відповідний психіатричний заклад

Госпіталізація до психіатричного закладу із суворим наглядом застосовується щодо психічно хворого, який вчинив злочин, пов'язаний із посяганням на життя інших осіб, а також щодо хворого, який за станом свого психічного здоров'я і характером вчиненого діяння становить особливу небезпеку для суспільства. 

Якщо судом не буде призначене застосування щодо психічно хворого примусових заходів медичного характеру, а також у разі припинення застосування таких заходів, суд може передати його на піклування родичам або опікунам з обов'язковим лікарським наглядом.

## Дії щодо застосування примусових заходів
Продовження, зміна, припинення застосування примусових заходів медичного характеру здійснюється судом за заявкою лікаря-психіатра, який надає психіатричну допомогу, до якої додається висновок комісії психіатрів, що обґрунтовує необхідність виконання певних дій щодо застосування цих заходів. Звернутись до суду із заявою про зміну або припинення застосування примусових заходів медичного характеру може також особа, до якої вони застосовуються — не частіше одного разу на 6 місяців незалежно від того, чи розглядалося судом це питання в зазначений період; крім того, особа має також право звернення до обраного нею незалежного лікаря-психіатра. 

Особи, щодо яких обрано такі заходи, підлягають огляду комісією лікарів-психіатрів не рідше одного разу на пів року для розв'язання питань щодо наявності підстав для припинення чи зміни застосування такого заходу. Якщо підстав немає, лікар-психіатр направляє до суду заяву та висновок комісії лікарів-психіатрів, де обґрунтовує продовження застосування примусових заходів медичного характеру. Надалі продовження застосування цих заходів триває не більше 6 місяців. 

В разі припинення застосування примусових заходів медичного характеру через покращення стану здоров'я особи суд може передати її на піклування родичам чи опікунам з обов'язковим лікарським наглядом. Якщо особа вчинила злочин у стані осудності, захворіла на психічну хворобу до постановлення вироку чи під час відбування покарання та після припинення застосування примусових заходів медичного характеру видужала, вона починає/продовжує відбувати покарання на загальних засадах.

## Примусове лікування
Незалежно від призначеного покарання, суд може застосувати до особи, яка має хворобу, що становить небезпеку для здоров'я інших осіб, примусове лікування. В разі призначення покарання у виді позбавлення волі чи обмеження волі примусове лікування здійснюється за місцем відбування покарання. В інших випадках — у спеціальному лікувальному закладі,як ось в Україні для психічного-хворих людей,що вчинили злочин- Українська психіатрична лікарня з суворим наглядом ,чи у відповідних для цього відділеннях в деяких місцевих(обласних та інших)психіатричних/психоневрологічних лікарнях(наприклад,до недавнього часу було відділення для примусового лікування з суворими нагадом та режимом в Чернігівській обласній психоневрологічній лікарні ,але вже-реструктуризовано  ).